# Hedysarum razoumowianum
Hedysarum razoumowianum är en ärtväxtart som beskrevs av Dc. Hedysarum razoumowianum ingår i släktet buskväpplingar, och familjen ärtväxter. Inga underarter finns listade i Catalogue of Life.